# Europese weg 91
De Europese weg 91 of E91 is een Europese weg die loopt van Toprakkale in Turkije naar de grens met Syrië.

## Algemeen
De Europese weg 91 is een Klasse A Noord-Zuid-verbindingsweg en verbindt het Turkse Toprakkale met Syrische grens en komt hiermee op een afstand van ongeveer 170 kilometer. De route is door de UNECE als volgt vastgelegd: Toprakkale - Iskenderun - Topbo?azi - Antiochië - Yaylada - Syrië.